# Vladimíra Ludková
Vladimíra Ludková (* 1978) je česká politička a od roku 2024 senátorka Parlamentu České republiky za obvod č. 23 – Praha 8, členka ODS. Od roku 2006 je zastupitelkou a v letech 2006 až 2014 a znova od roku 2018 je rovněž místostarostkou městské části Praha 8.

## Život
Absolvovala Obchodní akademii Olomouc. Na olomoucké Univerzitě Palackého vystudovala obor sociologie – sociální práce. Problematice se věnuje i v profesním životě. Založila centra pro seniory a v Gerontologickém centru v pražských Kobylisích koordinovala osobní asistenci určenou seniorům.

## Politické působení
K roku 2024 Ludková zastává pozici předsedkyně oblastního sdružení Občanské demokratické strany (ODS) v Praze 8.

### Místostarostka Prahy8
Od roku 2006 je s přestávkou mezi lety 2014 až 2018 místostarostkou městské části Praha 8 převážně s gescemi zdravotnictví a sociální problematika.

### Kandidatura do Senátu
Ve volbách do Senátu PČR v roce 2024 kandidovala v obvodu č. 23 – Praha 8 za koalici „ODS, KDU-ČSL, Patrioti ČR“. V prvním kole vyhrála, když získala 25,14 % hlasů. Ve druhém kole se utkala se členem hnutí ANO Zdeňkem Kučerou, kterého porazila poměrem hlasů 67,48 % : 32,51 %, a stala se tak senátorkou.

## Politické názory
V roce 2020 adresovala předsedovi ODS Petru Fialovi otevřený dopis, v němž vyjádřila nesouhlas s vytvořením předvolební koalice s TOP 09 a KDU-ČSL. Dlouhodobě nepatří mezi příznivce koalice SPOLU.
V rámci ODS se řadí k představitelům konzervativní části strany. Je známá svým negativním postojem k imigraci a relativizaci tradičních hodnot. Dlouhodobě prosazuje myšlenku, že péče o seniory, rodinu a životní prostředí jsou pravicové a konzervativní hodnoty.

### Postoj ke školské novele (2025)
Ludková společně se senátory Stanislavem Balíkem, Jiřím Čunkem, Michaelem Canovem a Milošem Vystrčilem obhajovala změny v novele školského zákona, kterou vrátili zpět k projednání Poslanecké sněmovně. V Senátu neprošlo zákaz propadání v 1. ročníku základní školy, zrušení známkování v 1. a 2. ročníku a automatický nárok na asistenta pedagoga při více než 15 žácích ve třídě.